# Cornești
Cornești es una comuna de Rumania situada en el distrito de Cluj.
Se ubica unos 25 km al norte de Cluj-Napoca.

## Demografía
En 2011 tenía 1493 habitantes, mientras que en el censo de 2002 tenía 1809 habitantes. La mayoría de la población es de etnia rumana (80,11 %), con minorías de magiares (12,53 %) y gitanos (3,42 %) Las principales confesiones son la Iglesia ortodoxa rumana (75,55 %), reformados (8,64 %) y pentecostales (8,1 %).
La comuna incluye los siguientes pueblos (población en 2011): 
- Cornești (pueblo), 227 habitantes;
- Bârlea, 157 habitantes;
- Igriția, 40 habitantes;
- Lujerdiu, 327 habitantes;
- Morău, 76 habitantes;
- Stoiana, 231 habitantes;
- Tiocu de Jos, 135 habitantes;
- Tiocu de Sus, 110 habitantes;
- Tioltiur, 190 habitantes.